# West Indies Cricket Team gegen Pakistan in der Saison 2016/17
Die Tour des West Indies Cricket Teams gegen Pakistan in der Saison 2016/17 fand vom 23. September bis zum 3. November 2016 in den Vereinigten Arabischen Emiraten statt. Die internationale Cricket-Tour war Bestandteil der Internationalen Cricket-Saison 2016/17 und umfasste drei Tests, drei ODIs und drei Twenty20s. Pakistan gewann die ODI- und die Twenty20-Serie jeweils 3–0 und die Test-Serie 2–1.

## Vorgeschichte
Für beide Mannschaften ist es die erste Tour der Saison. Das letzte Aufeinandertreffen der beiden Teams bei einer Tour fand in der Saison 2013 in den West Indies statt. Der erste Test in Dubai wird als Tag-/Nacht-Test ausgetragen, dem ersten an dem die beiden Mannschaften beteiligt sind. Pakistan hatte 2013 versucht gegen Sri Lanka einen solchen auszutragen, was diese jedoch abgelehnt hatten.

## Stadien
Die folgenden Stadien wurden als Austragungsorte der Tour am 25. August 2016.
| Stadion                             | Stadt     | Kapazität | Spiele                  |
| ----------------------------------- | --------- | --------- | ----------------------- |
| Sheikh Zayed Cricket Stadium        | Abu Dhabi | 20.000    | 2. Test; 3. ODI; 3. T20 |
| Dubai International Cricket Stadium | Dubai     | 25.000    | 1. Test; 1. + 2. T20    |
| Sharjah Cricket Association Stadium | Sharjah   | 27.000    | 3. Test; 1. + 2. ODI    |

## Kaderlisten
Die West Indies benannten ihre One-Day-Kader am 5. September und ihren Test-Kader am 26. September 2016.
Pakistan benannte seinen Twenty20-Kader am 9. September, seinen ODI-Kader am 25. September und seinen Test-Kader am 8. Oktober 2016.
| Test | Test | ODI | ODI | Twenty20 | Twenty20 |
| Pakistan | West Indies | Pakistan | West Indies | Pakistan | West Indies |
| --- | --- | --- | --- | --- | --- |
| - Misbah-ul-Haq (K) - Azhar Ali (VK) - Asad Shafiq - Babar Azam - Imran Khan - Mohammad Amir - Mohammad Nawaz - Rahat Ali - Sami Aslam - Sarfaraz Ahmed (wk) - Sohail Khan - Wahab Riaz - Yasir Shah - Younis Khan - Zulfiqar Babar | - Jason Holder (K) - Kraigg Brathwaite (VK) - Devendra Bishoo - Jermaine Blackwood - Carlos Brathwaite - Darren Bravo - Roston Chase - Miguel Cummins - Shane Dowrich (wk) - Shannon Gabriel - Shai Hope (wk) - Leon Johnson - Alzarri Joseph - Marlon Samuels - Jomel Warrican | - Azhar Ali (K) - Sarfaraz Ahmed (VK, wk) - Asad Shafiq - Babar Azam - Hasan Ali - Imad Wasim - Mohammad Amir - Mohammad Nawaz - Mohammad Rizwan - Rahat Ali - Sharjeel Khan - Shoaib Malik - Sohail Khan - Umar Akmal - Wahab Riaz - Yasir Shah | - Jason Holder (K) - Sulieman Benn - Carlos Brathwaite - Kraigg Brathwaite - Darren Bravo - Jonathan Carter - Johnson Charles - Shannon Gabriel - Alzarri Joseph - Evin Lewis - Sunil Narine - Ashley Nurse - Kieron Pollard - Denesh Ramdin (wk) - Marlon Samuels | - Sarfaraz Ahmed (K, wk) - Babar Azam - Hasan Ali - Imad Wasim - Khalid Latif - Mohammad Amir - Mohammad Nawaz - Mohammad Rizwan - Rumman Raees - Saad Nasim - Sharjeel Khan - Shoaib Malik - Sohail Tanvir - Umar Akmal - Wahab Riaz | - Carlos Brathwaite (K) - Samuel Badree - Dwayne Bravo - Johnson Charles - Andre Fletcher (wk) - Jason Holder - Evin Lewis - Sunil Narine - Kieron Pollard - Nicholas Pooran - Rovman Powell - Andre Russell - Marlon Samuels - Jerome Taylor - Chadwick Walton - Kesrick Williams |

## Tour Matches
| 20. September Scorecard | Dubai (ICCA) | West Indies XI 166-7 (20)          | – | Emirates Cricket Board XI 144-6 (20) |
|                         |              | West Indies XI gewinnt mit 22 Runs |   |                                      |

| 3. – 4. Oktober Scorecard | Dubai (ICCA) | West Indies XI 249-6d (70) & 173-7d (51) | – | Emirates Cricket Board XI 117 (39.1) & 43-1 (15) |
|                           |              | Remis                                    |   |                                                  |

| 7. – 9. Oktober Scorecard | Sharjah | Pakistan Cricket Board Patron's XI 308 (103.4) & 26-3 (16) | – | West Indies XI 297 (132.5) |
|                           |         | Remis                                                      |   |                            |

## Twenty20 Internationals

### Erstes Twenty20 in Dubai
| 23. September Scorecard | Dubai | West Indies 115 (19.5)         | – | Pakistan 116-1 (14.2) |
|                         |       | Pakistan gewinnt mit 9 Wickets |   |                       |

### Zweites Twenty20 in Dubai
| 24. September Scorecard | Dubai | Pakistan 160-4 (20)          | – | West Indies 144-9 (20) |
|                         |       | Pakistan gewinnt mit 16 Runs |   |                        |

### Drittes Twenty20 in Abu Dhabi
| 27. September Scorecard | Abu Dhabi | West Indies 103-5 (20)         | – | Pakistan 108-2 (15.1) |
|                         |           | Pakistan gewinnt mit 8 Wickets |   |                       |

## One-Day Internationals

### Erstes ODI in Sharjah
| 30. September Scorecard | Sharjah | Pakistan 284-9 (49/49)        | – | West Indies 175 (38.4/49) |
|                         |         | Pakistan gewinnt mit 109 Runs |   |                           |

### Zweites ODI in Sharjah
| 2. Oktober Scorecard | Sharjah | Pakistan 337-5 (50)          | – | West Indies 278-7 (50) |
|                      |         | Pakistan gewinnt mit 59 Runs |   |                        |

### Drittes ODI in Abu Dhabi
| 5. Oktober Scorecard | Abu Dhabi | Pakistan 308-6 (50)           | – | West Indies 172 (44) |
|                      |           | Pakistan gewinnt mit 136 Runs |   |                      |

## Tests

### Erster Test in Dubai
| 13. – 17. Oktober Scorecard | Dubai | Pakistan 579-3d (155.3) & 123 (31.5) | – | West Indies 357 (123.5) & 289 (109) |
|                             |       | Pakistan gewinnt mit 56 Runs         |   |                                     |

### Zweiter Test in Abu Dhabi
| 21. – 25. Oktober Scorecard | Abu Dhabi | Pakistan 452 (119.1) & 227-2d (67) | – | West Indies 224 (94.4) & 322 (108) |
|                             |           | Pakistan gewinnt mit 133 Runs      |   |                                    |

### Dritter Test in Sharjah
| 30. Oktober – 3. November Scorecard | Sharjah | Pakistan 281 (90.5) & 208 (81.3)  | – | West Indies 337 (115.4) & 154-5 (43.5) |
|                                     |         | West Indies gewinnt mit 5 Wickets |   |                                        |